# Color Force
Color Force ist eine unabhängige amerikanische Film- und TV Produktionsgesellschaft, welche 2007 von der Produzentin Nina Jacobson gegründet wurde, nachdem diese 2006 ihre Stelle als Präsidentin von Disney's Buena Vista Motion Pictures Group verlor.
Zu ihren Filmen zählen die Gregs Tagebuch und Tribute von Panem Filmreihen. Color Force unterzeichnete im Dezember 2006 einen dreijährigen „First-Look“-Produktionsvertrag mit DreamWorks. 2012 wurde Brad Simpson zu einem Partner. Später in diesem Jahr unterzeichtnete Color Force einen "First-Look"-Vertrag mit FX Productions, und 2014 einen weiteren mit 20th Century Fox.
2017 ernannten Jacobson und Simpson Nellie Reed als Produktionsleiterin für Color Force's Fernsehsendungen. 2024 unterzeichnete die Firma eine Gesamtvereinbarung mit Sony Pictures Entertainment.

## Filmographie

### Spielfilme
| Titel                                                      | Veröffentlichungsdatum | Regie             | Vertrieb                                        | Co-Produzenten                           |
| ---------------------------------------------------------- | ---------------------- | ----------------- | ----------------------------------------------- | ---------------------------------------- |
| Gregs Tagebuch – Von Idioten umzingelt!                    | 19. März 2010          | Thor Freudenthal  | 20th Century Fox                                | Fox 2000 Pictures und Dune Entertainment |
| Gregs Tagebuch 2 – Gibt’s Probleme?                        | 25. März 2011          | David Bowers      | 20th Century Fox                                | Fox 2000 Pictures und Dune Entertainment |
| Zwei an einem Tag                                          | 19. Aug. 2011          | Lone Scherfig     | Focus Features                                  | Random House Films und Film4 Productions |
| Die Tribute von Panem – The Hunger Games                   | 23. März 2012          | Gary Ross         | Lionsgate                                       | Lionsgate                                |
| Gregs Tagebuch 3 – Ich war’s nicht!                        | 3. Aug. 2012           | David Bowers      | 20th Century Fox                                | Fox 2000 Pictures und Dune Entertainment |
| The Hunger Games: Catching Fire                            | 22. Nov. 2013          | Francis Lawrence  | Lionsgate                                       | Lionsgate                                |
| Die Tribute von Panem – Mockingjay Teil 1                  | 21. Nov. 2014          | Francis Lawrence  | Lionsgate                                       | Lionsgate                                |
| Die Tribute von Panem – Mockingjay Teil 2                  | 20. Nov. 2015          | Francis Lawrence  | Lionsgate                                       | Lionsgate                                |
| Gregs Tagebuch – Böse Falle!                               | 19. Mai 2017           | David Bowers      | 20th Century Fox                                | Fox 2000 Pictures und TSG Entertainment  |
| Crazy Rich                                                 | 17. Aug. 2018          | Jon M. Chu        | Warner Bros. Pictures                           | Ivanhoe Pictures                         |
| Ben is Back                                                | 7. Dez. 2018           | Peter Hedges      | Roadside Attractions LD Entertainment Lionsgate | 30West und Black Bear Pictures           |
| Bernadette                                                 | 16. Aug. 2019          | Richard Linklater | United Artists Releasing                        | Annapurna Pictures                       |
| Der Distelfink                                             | 13. Sep. 2019          | John Crowley      | Warner Bros. Pictures                           | Amazon Studios                           |
| All Day and a Night                                        | 1. Mai 2020            | Joe Robert Cole   | Netflix                                         | Mighty Engine                            |
| Die Tribute von Panem – The Ballad of Songbirds and Snakes | 17. Nov. 2023          | Francis Lawrence  | Lionsgate                                       | Good Universe                            |

### Bevorstehende Filme
| Titel                                    | Veröffentlichungsdatum | Regie            | Vertrieb              | Co-Produzenten   | Belege        |
| ---------------------------------------- | ---------------------- | ---------------- | --------------------- | ---------------- | ------------- |
| The Hunger Games: Sunrise on the Reaping | 20. Nov. 2026          | Francis Lawrence | Lionsgate             |                  | [ 9 ]         |
| China Rich Girlfriend                    | N. N.                  |                  | Warner Bros. Pictures | Ivanhoe Pictures | [ 10 ] [ 11 ] |

### Fernsehsendungen
| Titel                 | Premiere      | Finale        | Idee                                        | Netzwerk     | Co-Produzenten | Belege               |
| --------------------- | ------------- | ------------- | ------------------------------------------- | ------------ | --- | -------------------- |
| American Crime Story  | 2. Feb. 2016  | laufend       | Scott Alexander und Larry Karaszewski       | FX           | Scott & Larry Productions, Ryan Murphy Television, FXP, und 20th Television; vertrieben durch 20th Television (2016–18) / Disney Platform Distribution (2021-). |                      |
| Pose                  | 3. Juni 2018  | 6. Juni 2021  | Ryan Murphy, Brad Falchuk und Steven Canals | FX           | Ryan Murphy Television, Brad Falchuk Teley-vision, 20th Television, und FXP; vertrieben durch 20th Television (2018–19) / Disney Platform Distribution (2021).  |                      |
| Y: The Last Man       | 13. Sep. 2021 | 1. Nov. 2021  | Michael Green und Melina Matsoukas          | FX on Hulu   | Future Investigations, Witch's Mark Productions und FXP; vertrieben durch Disney Platform Distribution.                                                         | [ 12 ]               |
| Class of '09          | 10. Mai 2023  | 21. Juni 2023 | Tom Rob Smith                               | FX on Hulu   | FXP; vertrieben durch Disney Platform Distribution. |                      |
| Clipped               | 4. Juni 2024  | 2. Juli 2024  | Gina Welch                                  | FX on Hulu   | Indistinct Chatter und FXP; vertrieben durch Disney Platform Distribution.                                                                                      | [ 13 ] [ 14 ] [ 15 ] |
| American Sports Story | 17. Sep. 2024 | laufend       | Stu Zicherman                               | FX           | Sleeping Indian, Inc., The Boston Globe, Wondery, Monarch Pictures, Ryan Murphy Television und 20th Television; vertrieben durch Disney Platform Distribution   | [ 16 ] [ 17 ]        |
| Say Nothing           | 14. Nov. 2024 | 14. Nov. 2024 | Josh Zetumer                                | Hulu Disney+ | Slingerland, Ludwig, and Rogers und FXP; vertrieben durch Disney Platform Distribution                                                                          | [ 18 ] [ 19 ]        |